# USS Intrepid (CV-11)
O USS Intrepid (CV/CVA/CVS-11), apelidado de O "I" Lutador, é um porta-aviões da Marinha dos Estados Unidos, pertencente à Classe Essex.
Em 1982, o Intrepid tornou-se a fundação do Intrepid Sea, Air & Space Museum, em Nova York.

## Galeria de imagens

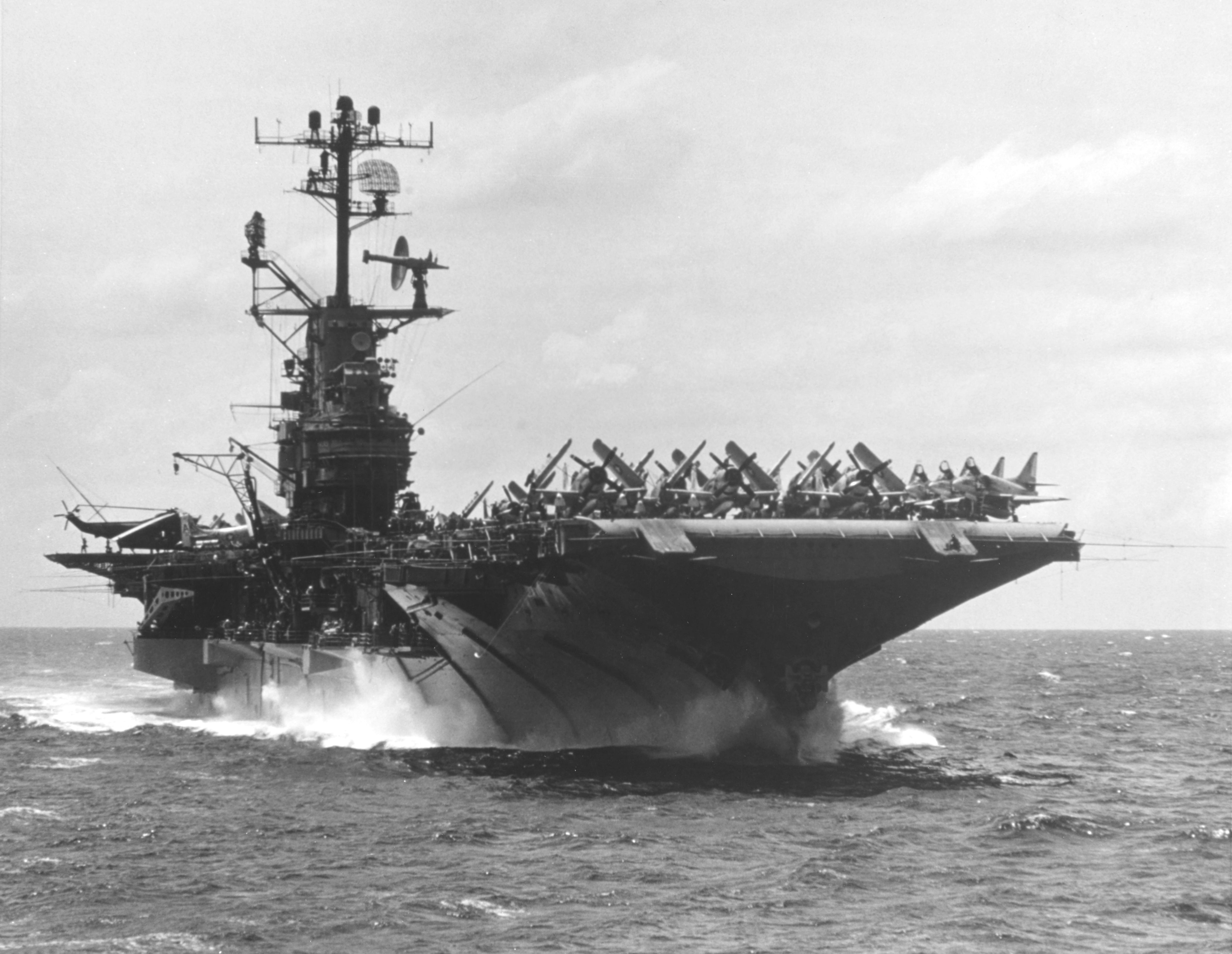
USS Intrepid (CV-11), 1966.
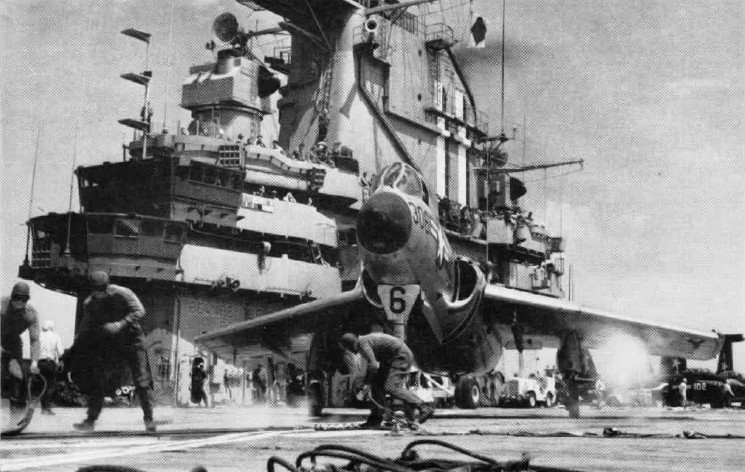
Um F7U Cutlass abordo do Intrepid.